# On the Move
On the Move è un album dal vivo a nome della Nat Adderley Quintet, pubblicato dall'etichetta Theresa Records nel 1983.
La registrazione del disco fu effettuata dal vivo al Keystone Korner di San Francisco, nell'ottobre del 1982.

## Tracce
Lato A
1. Malandro – 12:10 (Larry Willis)
2. The Little Boy with the Sad Eyes – 7:55 (Nat Adderley)

Durata totale: 20:05
Lato B
1. To Wisdom the Prize – 9:38 (Larry Willis)
2. Naturally – 7:33 (Nat Adderley)
3. The Scene (Theme) – 4:36 (Nat Adderley)

Durata totale: 21:47

## Musicisti
- Nat Adderley - cornetta, produttore
- Sonny Fortune - sassofono alto
- Larry Willis - pianoforte
- Walter Booker - contrabbasso
- Jimmy Cobb - batteria[1]